# Gran Premio d'Italia 2012
Il Gran Premio d'Italia 2012 è stata la tredicesima prova della stagione 2012 del campionato mondiale di Formula 1. Si è corsa domenica 9 settembre 2012 sul circuito di Monza. La gara è stata vinta dal britannico Lewis Hamilton su McLaren-Mercedes, al suo ventesimo successo nel mondiale. Hamilton ha preceduto sul traguardo il messicano Sergio Pérez su Sauber-Ferrari e lo spagnolo Fernando Alonso su Ferrari.
Questo Gran Premio segna l'ultima gara in F1 per Jérôme d'Ambrosio.

## Vigilia

### Aspetti tecnici
La Pirelli, fornitrice unica degli pneumatici, annuncia per il gran premio l'utilizzo di gomme di tipo duro e di tipo medio. La FIA determina due zone per l'uso del DRS durante la gara. La prima è posta sul rettifilo principale fino alla prima variante, mentre la seconda è stabilita tra la curva del Serraglio e la variante Ascari. I punti per la determinazione del distacco fra i piloti sono posti alla Parabolica per il primo tratto e alla Seconda di Lesmo per il secondo.
Dopo le polemiche scatenatesi durante l'appuntamento monzese del Campionato mondiale Superbike di maggio, con la gara 1 che venne annullata, e la gara 2 che venne ridotta per la scivolosità della pista a causa della pioggia, viene decisa la riasfaltatura di una parte del tracciato, nella zona della Parabolica.
La Ferrari, dopo l'incidente di Spa, decide di sostituire la scocca della vettura di Fernando Alonso.

### Aspetti sportivi
In seguito all'incidente al via nel precedente Gran Premio del Belgio, Romain Grosjean, della Lotus, viene escluso dal Gran Premio d'Italia. Il pilota francese è anche stato multato di 50000 €. Al suo posto la casa britannica indica Jérôme d'Ambrosio. Il belga, che nel 2011 corse con la Virgin, ottenendo come miglior piazzamento il quattordicesimo posto in due occasioni (Australia e Canada), è collaudatore e terzo pilota del team.
Il pilota della Williams Pastor Maldonado sarà penalizzato di dieci posizioni sulla griglia del gran premio. Il venezuelano è penalizzato di 5 posizioni per il contatto con Timo Glock, nelle prime fasi del Gran Premio del Belgio, e di altre 5 per la partenza anticipata, che sarebbe stata sanzionata con un drive through durante il gran premio, se il pilota non si fosse presto ritirato.
A causa dell'uscita di pista subita in Belgio, e dell'infortunio patito a una gamba, è in dubbio la presenza per il gran premio del pilota della HRT Narain Karthikeyan. Comunque, nelle prime prove libere del venerdì, è annunciato che il pilota indiano verrà sostituito da Ma Qinghua, che sarà così il primo pilota cinese a partecipare a un weekend di Formula 1. L'altro pilota della scuderia spagnola, Pedro de la Rosa, festeggia il suo centesimo gran premio.
Nella prima sessione di prove del venerdì il finlandese Valtteri Bottas ha preso il posto di Bruno Senna alla Williams e il francese Jules Bianchi quello di Paul di Resta alla Force India.

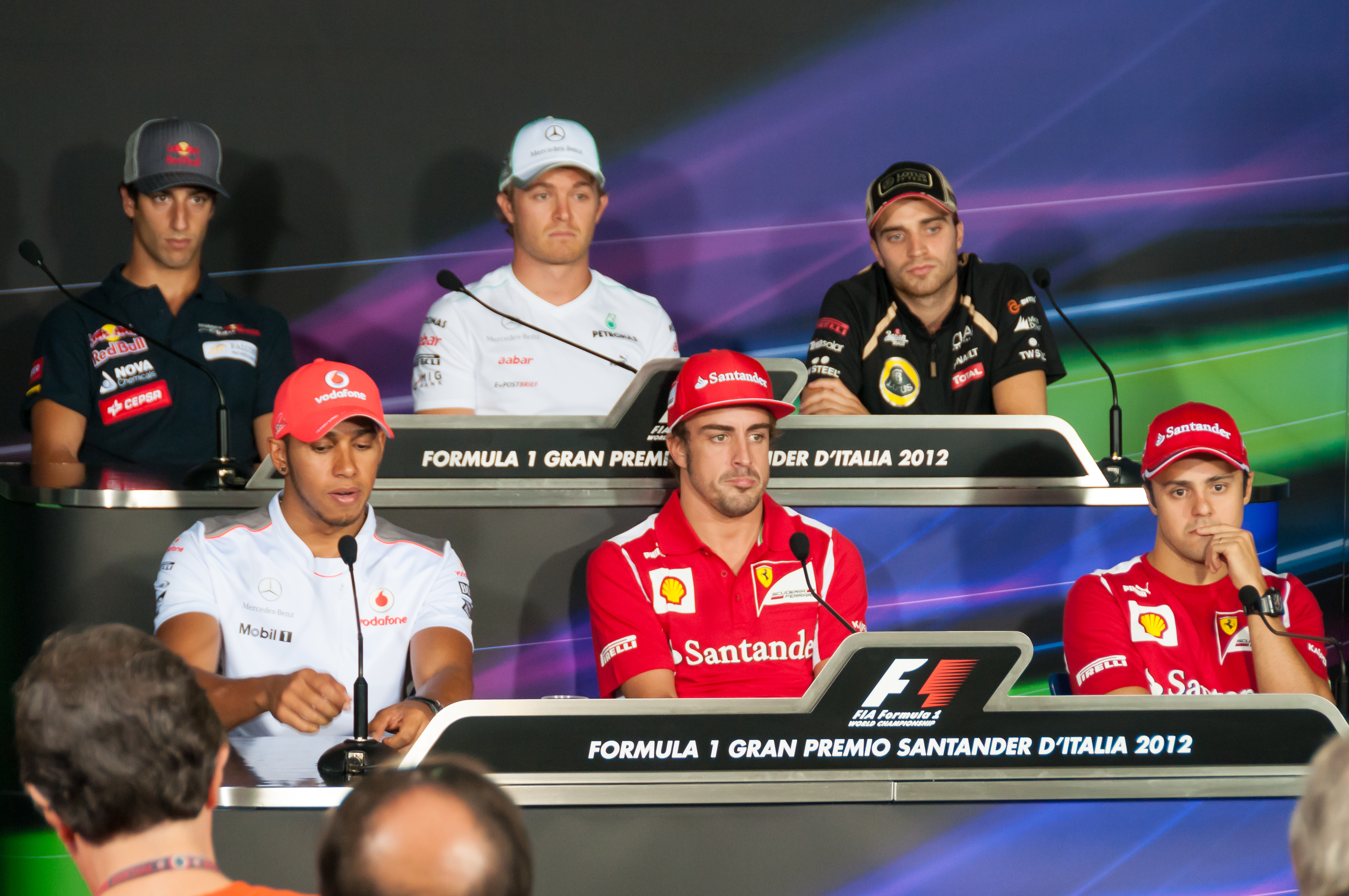
Alcuni piloti in conferenza stampa prima della gara (da sinistra, in senso orario): Daniel Ricciardo (Toro Rosso), Nico Rosberg (Mercedes), Jérôme d'Ambrosio (Lotus), Felipe Massa e Fernando Alonso (Ferrari), e Lewis Hamilton (McLaren).

Questo sarà il primo Gran Premio d'Italia a non avere piloti italiani al via, dall'edizione del 1969, quando Tino Brambilla, pur qualificato, non prese parte alla gara per un infortunio. Federico Bendinelli è nominato nuovo amministratore delegato della SIAS, la società che gestisce l'autodromo, affiancato da Claudio Garavini, a seguito di un'indagine promossa dalla Procura di Monza sulla gestione del tracciato, nel periodo tra il 2007 e il 2012, e che coinvolge diverse personalità del vecchio management. Nelle indagini è messa in dubbio anche la qualità dell'asfalto utilizzato per la pista.
Emanuele Pirro è nominato commissario aggiunto per il gran premio da parte della FIA. Il pilota italiano aveva già svolto questa funzione in due occasioni nella stagione.
James Key diventa il nuovo direttore tecnico della Scuderia Toro Rosso, al posto di Giorgio Ascanelli. Key ha già lavorato nella massima serie con varie scuderie, l'ultima la Sauber.

## Prove

### Resoconto
La prima sessione di prove libere del venerdì si disputa in condizioni di tempo sereno. Il miglior giro viene fatto segnare da Michael Schumacher che riesce a sfruttare al meglio l'elevata velocità di punta della sua Mercedes. Nonostante ciò Schumacher accusa un elevato degrado delle gomme al posteriore. Subito dietro al tedesco si pone Jenson Button su McLaren e in terza posizione troviamo l'altra Mercedes di Nico Rosberg. Rispettivamente quarto e quinto tempo per le due Ferrari di Fernando Alonso e Felipe Massa. Alonso sconta nelle sessione la rottura del suo propulsore.
Nella sessione pomeridiana i motori Mercedes si confermano i più rapidi, col miglior tempo per Lewis Hamilton, che precede il compagno di scuderia Button. Vi sono ancora dei problemi per Fernando Alonso, in questa occasione per il cambio.
Al sabato si conferma Lewis Hamilton, che precede di un solo millesimo Fernando Alonso. Restano ancora dietro le Red Bull, con Sebastian Vettel che rimane fermo sulla pista. Paul di Resta è costretto a sostituire il cambio al termine delle prove libere; per tale ragione è penalizzato di cinque posizioni sulla griglia di partenza.

### Risultati
Nella prima sessione del venerdì si è avuta questa situazione:
| Pos | Nº | Pilota             | Costruttore      | Tempo    | Gap    | Giri |
| --- | -- | ------------------ | ---------------- | -------- | ------ | ---- |
| 1   | 7  | Michael Schumacher | Mercedes         | 1'25"422 |        | 26   |
| 2   | 3  | Jenson Button      | McLaren-Mercedes | 1'25"723 | +0"301 | 29   |
| 3   | 8  | Nico Rosberg       | Mercedes         | 1'25"762 | +0"340 | 26   |

Nella seconda sessione del venerdì si è avuta questa situazione:
| Pos | Nº | Pilota          | Costruttore      | Tempo    | Gap    | Giri |
| --- | -- | --------------- | ---------------- | -------- | ------ | ---- |
| 1   | 4  | Lewis Hamilton  | McLaren-Mercedes | 1'25"290 |        | 32   |
| 2   | 3  | Jenson Button   | McLaren-Mercedes | 1'25"328 | +0"038 | 35   |
| 3   | 5  | Fernando Alonso | Ferrari          | 1'25"348 | +0"058 | 17   |

Nella sessione del sabato mattina si è avuta questa situazione:
| Pos | Nº | Pilota          | Costruttore          | Tempo    | Gap    | Giri |
| --- | -- | --------------- | -------------------- | -------- | ------ | ---- |
| 1   | 4  | Lewis Hamilton  | McLaren-Mercedes     | 1'24"578 |        | 18   |
| 2   | 5  | Fernando Alonso | Ferrari              | 1'24"579 | +0"001 | 15   |
| 3   | 11 | Paul Di Resta   | Force India-Mercedes | 1'24"849 | +0"271 | 20   |

## Qualifiche

### Resoconto
In Q1 si registra un problema tecnico per Nico Hülkenberg che non riesce a segnare nessun tempo cronometrato. Jérôme d'Ambrosio ottiene la qualificazione solo negli ultimi minuti. Il miglior tempo di manche è di Fernando Alonso. Vengono eliminati, oltre a Hülkenberg, i piloti di Caterham, Marussia e HRT.
Nella seconda fase vi è un grosso equilibrio, con la classifica che si rivoluziona negli ultimi istanti. Paul di Resta e Sebastian Vettel entrano nella top 10 solo all'ultimo tentativo; Alonso si conferma il più rapido. Vengono eliminati d'Ambrosio, Mark Webber, le due Williams, le due STR e Sergio Pérez.
In Q3 Alonso è autore di un giro molto lento a causa di un dado allentato nella barra antirollio che rende l'auto ingovernabile in trazione, mentre si pone subito in testa Massa, poi battuto da Lewis Hamilton. Nelle ultime fasi Paul di Resta s'inserisce al secondo posto, prima di essere a sua volta preceduto da Felipe Massa, battuto in seguito da Jenson Button. Hamilton resta in pole, la ventitreesima in F1.

### Risultati
Nella sessione di qualifica si è avuta questa situazione:
| Pos                         | Nº | Pilota             | Costruttore             | Q1          | Q2       | Q3       | Griglia |
| --------------------------- | -- | ------------------ | ----------------------- | ----------- | -------- | -------- | ------- |
| 1                           | 4  | Lewis Hamilton     | McLaren-Mercedes        | 1'24"211    | 1'24"394 | 1'24"010 | 1       |
| 2                           | 3  | Jenson Button      | McLaren-Mercedes        | 1'24"672    | 1'24"255 | 1'24"133 | 2       |
| 3                           | 6  | Felipe Massa       | Ferrari                 | 1'24"882    | 1'24"505 | 1'24"247 | 3       |
| 4                           | 11 | Paul Di Resta      | Force India-Mercedes    | 1'24"875    | 1'24"345 | 1'24"304 | 9       |
| 5                           | 7  | Michael Schumacher | Mercedes                | 1'25"302    | 1'24"675 | 1'24"540 | 4       |
| 6                           | 1  | Sebastian Vettel   | Red Bull Racing-Renault | 1'25"011    | 1'24"687 | 1'24"802 | 5       |
| 7                           | 8  | Nico Rosberg       | Mercedes                | 1'24"689    | 1'24"515 | 1'24"833 | 6       |
| 8                           | 9  | Kimi Räikkönen     | Lotus-Renault           | 1'25"151    | 1'24"742 | 1'24"855 | 7       |
| 9                           | 14 | Kamui Kobayashi    | Sauber-Ferrari          | 1'25"317    | 1'24"683 | 1'25"109 | 8       |
| 10                          | 5  | Fernando Alonso    | Ferrari                 | 1'24"175    | 1'24"242 | 1'25"678 | 10      |
| 11                          | 2  | Mark Webber        | Red Bull Racing-Renault | 1'25"556    | 1'24"809 | N.D.     | 11      |
| 12                          | 18 | Pastor Maldonado   | Williams-Renault        | 1'25"103    | 1'24"820 | N.D.     | 22      |
| 13                          | 15 | Sergio Pérez       | Sauber-Ferrari          | 1'25"300    | 1'24"901 | N.D.     | 12      |
| 14                          | 19 | Bruno Senna        | Williams-Renault        | 1'25"135    | 1'25"042 | N.D.     | 13      |
| 15                          | 16 | Daniel Ricciardo   | STR-Ferrari             | 1'25"728    | 1'25"312 | N.D.     | 14      |
| 16                          | 10 | Jerome d'Ambrosio  | Lotus-Renault           | 1'25"834    | 1'25"408 | N.D.     | 15      |
| 17                          | 17 | Jean-Éric Vergne   | STR-Ferrari             | 1'25"649    | 1'25"441 | N.D.     | 16      |
| 18                          | 20 | Heikki Kovalainen  | Caterham-Renault        | 1'26"382    | N.D.     | N.D.     | 17      |
| 19                          | 21 | Vitalij Petrov     | Caterham-Renault        | 1'26"887    | N.D.     | N.D.     | 18      |
| 20                          | 24 | Timo Glock         | Marussia-Cosworth       | 1'27"039    | N.D.     | N.D.     | 19      |
| 21                          | 25 | Charles Pic        | Marussia-Cosworth       | 1'27"073    | N.D.     | N.D.     | 20      |
| 22                          | 23 | Narain Karthikeyan | HRT-Cosworth            | 1'27"441    | N.D.     | N.D.     | 21      |
| 23                          | 22 | Pedro de la Rosa   | HRT-Cosworth            | 1'27"629    | N.D.     | N.D.     | 23      |
| Tempo limite 107%: 1'30"067 |    |                    |                         |             |          |          |         |
| 24                          | 12 | Nico Hülkenberg    | Force India-Mercedes    | senza tempo | N.D.     | N.D.     | 24      |

Con i tempi in grassetto sono visualizzate le migliori prestazioni in Q1, Q2 e Q3.

## Gara

### Resoconto

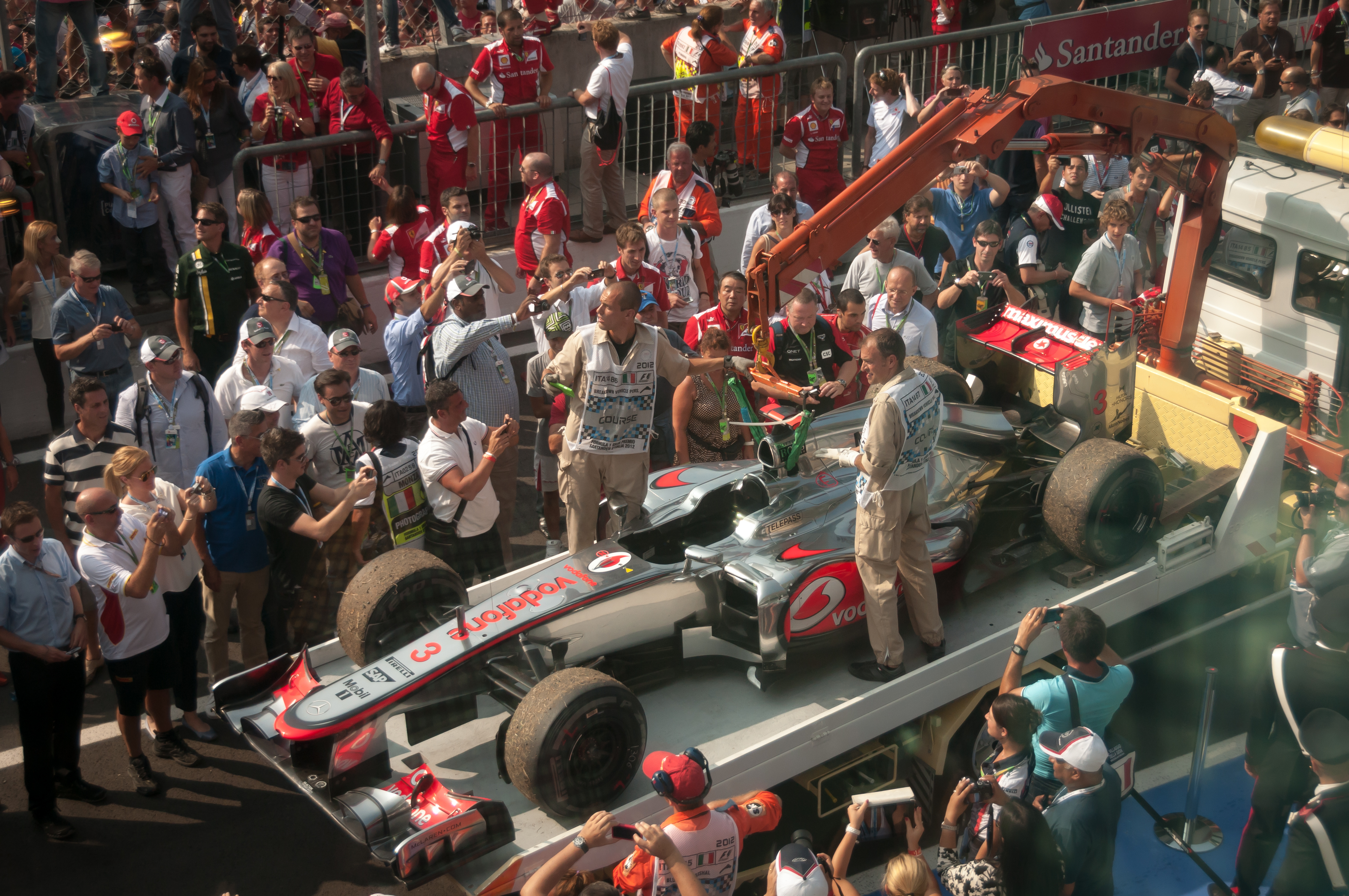
La McLaren di Jenson Button è costretta al ritiro per un problema al pescaggio della benzina.

Al via Lewis Hamilton comanda la gara, seguito da Felipe Massa che ha passato Jenson Button; dietro vi sono Michael Schumacher, Sebastian Vettel, Kimi Räikkönen. Fernando Alonso è autore di una buona partenza, tanto da trovarsi settimo al termine del primo giro, dopo aver passato Kamui Kobayashi alla Parabolica. Al secondo giro lo spagnolo passa anche Räikkönen alla prima chicane. Al quarto giro Vettel prende una posizione a Schumacher, passato al settimo anche da Alonso.
Dal tredicesimo giro le
Mercedes iniziano i primi pit stop. Al giro 15 è il turno di Schumacher; due giri più tardi Sergio Pérez, l'unico dei piloti partiti nelle prime sei file a utilizzare gomme hard, passa Räikkönen e si trova sesto. Al diciannovesimo giro Jenson Button sorpassa alla Roggia Felipe Massa, e si porta al secondo posto. Il brasiliano va al pit stop al giro successivo, seguito poi anche da Vettel e Alonso. Massa rientra in pista davanti ai due. Il terzetto passa, poco dopo, Daniel Ricciardo, che non ha effettuato ancora il suo cambio gomme.

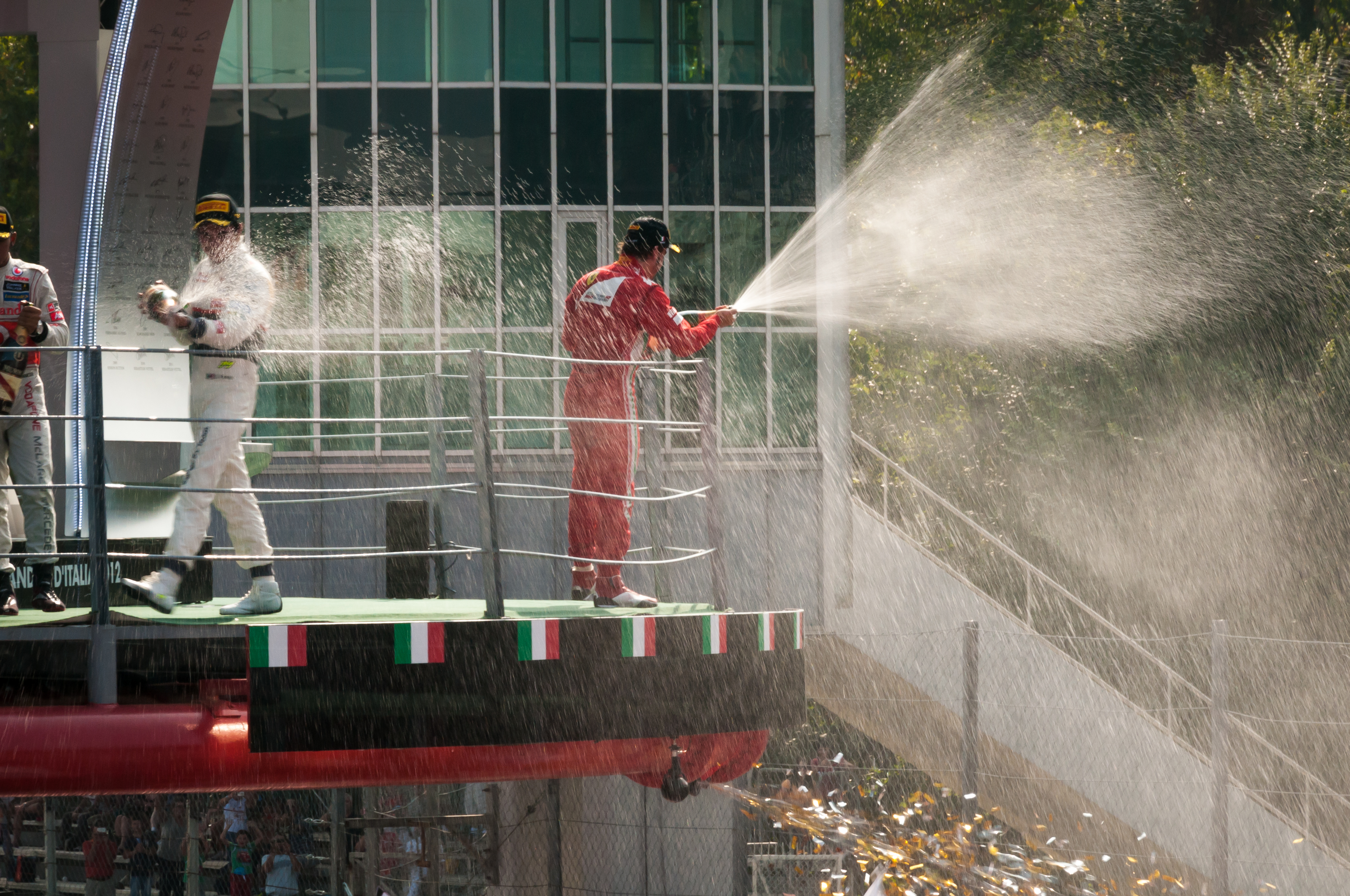
La festa del podio

Tra il 22º e 23º giro vi è il cambio gomme per le due McLaren: in testa si trova così Pérez, che non ha effettuato il pit stop. Fernando Alonso tenta di passare Vettel alla Curva Grande, ma il tedesco lo spinge con le quattro gomme sull'erba. Al giro 29 lo spagnolo ha ragione del pilota della Red Bull Racing, che per la manovra di difesa precedente è sanzionato con un drive through. Nello stesso giro c'è il pit stop per Pérez, passato poco prima da Lewis Hamilton. L'inglese conduce davanti a Jenson Button, Felipe Massa, Fernando Alonso, Michael Schumacher, Kimi Räikkönen e Sergio Pérez. Tra la Ascari e la parabolica al giro 34 svanisce il sogno McLaren di fare doppietta con Button fermo per un guasto al sistema di alimentazione. Pérez, al giro 35, passa Räikkönen alla Roggia, che si riprende poco dopo la posizione. Due giri dopo il messicano ha la meglio. Anche Rosberg passa il finlandese un giro dopo, sempre alla Roggia, ma le Mercedes vanno ai box per la seconda sosta e sprofondano in classifica.
Al quarantesimo giro Alonso passa Felipe Massa, installandosi in seconda posizione, mentre nelle Vettel prende il sesto posto a Webber. Ora, dietro a Hamilton, c'è il duo della Scuderia Ferrari Alonso-Massa, seguito da Pérez, Räikkönen e Vettel.
Il messicano della Sauber, con gomme medie, è molto più rapido dei due ferraristi, passa Massa agevolmente alla parabolica nel corso del 43º e poi Alonso al 46º alla Ascari, ponendosi secondo alla spalle di Hamilton. Al giro 48 Vettel si ritira, poco dopo il traguardo, su consiglio della sua squadra. Negli ultimi giri si ritirano anche Nico Hülkenberg e Mark Webber, quest'ultimo dopo un testacoda all’uscita della Ascari nel corso del cinquantesimo giro. Con una serie di bei sorpassi, i due della Mercedes risalgono in classifica. Vince Lewis Hamilton, per la ventesima volta nella carriera eguagliando così Mika Häkkinen, precedendo Sergio Pérez e Fernando Alonso.

### Risultati
I risultati del gran premio sono i seguenti:
| Pos | Nº | Pilota             | Costruttore          | Giri | Tempo/Ritiro            | Griglia | Punti |
| --- | -- | ------------------ | -------------------- | ---- | ----------------------- | ------- | ----- |
| 1   | 4  | Lewis Hamilton     | McLaren-Mercedes     | 53   | 1h19'41"221             | 1       | 25    |
| 2   | 15 | Sergio Pérez       | Sauber-Ferrari       | 53   | +4"356                  | 12      | 18    |
| 3   | 5  | Fernando Alonso    | Ferrari              | 53   | +20"594                 | 10      | 15    |
| 4   | 6  | Felipe Massa       | Ferrari              | 53   | +29"667                 | 3       | 12    |
| 5   | 9  | Kimi Räikkönen     | Lotus-Renault        | 53   | +30"881                 | 7       | 10    |
| 6   | 7  | Michael Schumacher | Mercedes             | 53   | +31"259                 | 4       | 8     |
| 7   | 8  | Nico Rosberg       | Mercedes             | 53   | +33"550                 | 6       | 6     |
| 8   | 11 | Paul di Resta      | Force India-Mercedes | 53   | +41"057                 | 9       | 4     |
| 9   | 14 | Kamui Kobayashi    | Sauber-Ferrari       | 53   | +43"898                 | 8       | 2     |
| 10  | 19 | Bruno Senna        | Williams-Renault     | 53   | +48"144                 | 13      | 1     |
| 11  | 18 | Pastor Maldonado   | Williams-Renault     | 53   | +48"682                 | 22      |       |
| 12  | 16 | Daniel Ricciardo   | STR-Ferrari          | 53   | +50"316                 | 14      |       |
| 13  | 10 | Jérôme d'Ambrosio  | Lotus-Renault        | 53   | +1'15"861               | 15      |       |
| 14  | 20 | Heikki Kovalainen  | Caterham-Renault     | 52   | +1 giro                 | 17      |       |
| 15  | 21 | Vitalij Petrov     | Caterham-Renault     | 52   | +1 giro                 | 18      |       |
| 16  | 25 | Charles Pic        | Marussia-Cosworth    | 52   | +1 giro                 | 20      |       |
| 17  | 24 | Timo Glock         | Marussia-Cosworth    | 52   | +1 giro                 | 19      |       |
| 18  | 22 | Pedro de la Rosa   | HRT-Cosworth         | 52   | +1 giro                 | 23      |       |
| 19  | 23 | Narain Karthikeyan | HRT-Cosworth         | 52   | +1 giro                 | 21      |       |
| 20  | 2  | Mark Webber        | Red Bull-Renault     | 51   | Pneumatici              | 11      |       |
| 21  | 12 | Nico Hülkenberg    | Force India-Mercedes | 50   | Freni                   | 24      |       |
| 22  | 1  | Sebastian Vettel   | Red Bull-Renault     | 47   | Alternatore             | 5       |       |
| Rit | 3  | Jenson Button      | McLaren-Mercedes     | 32   | Pressione della benzina | 2       |       |
| Rit | 17 | Jean-Éric Vergne   | STR-Ferrari          | 8    | Freni                   | 16      |       |

## Classifiche Mondiali

### Piloti
| Pos | Pilota             | Punti |
| --- | ------------------ | ----- |
| 1   | Fernando Alonso    | 179   |
| 2   | Lewis Hamilton     | 142   |
| 3   | Kimi Räikkönen     | 141   |
| 4   | Sebastian Vettel   | 140   |
| 5   | Mark Webber        | 132   |
| 6   | Jenson Button      | 101   |
| 7   | Nico Rosberg       | 83    |
| 8   | Romain Grosjean    | 76    |
| 9   | Sergio Pérez       | 65    |
| 10  | Felipe Massa       | 47    |
| 11  | Michael Schumacher | 43    |
| 12  | Kamui Kobayashi    | 35    |
| 13  | Paul di Resta      | 32    |
| 14  | Nico Hülkenberg    | 31    |
| 15  | Pastor Maldonado   | 29    |
| 16  | Bruno Senna        | 25    |
| 17  | Jean-Éric Vergne   | 8     |
| 18  | Daniel Ricciardo   | 4     |

### Costruttori
| Pos | Team                    | Punti |
| --- | ----------------------- | ----- |
| 1   | Red Bull Racing-Renault | 272   |
| 2   | McLaren-Mercedes        | 243   |
| 3   | Ferrari                 | 226   |
| 4   | Lotus-Renault           | 217   |
| 5   | Mercedes                | 126   |
| 6   | Sauber-Ferrari          | 100   |
| 7   | Force India-Mercedes    | 63    |
| 8   | Williams-Renault        | 54    |
| 9   | STR-Ferrari             | 12    |